# Idea leuconoe
Idea leuconoe, llamada popularmente cometa de papel o papel de arroz, es una mariposa de la familia Nymphalidae,  conocida sobre todo por su presencia en los invernaderos de mariposas y exposiciones de mariposas vivas de todo el mundo. Tiene su origen en el sudeste asiático.
Las larvas se alimentan de plantas del género Parsonsia y de otros géneros de apocináceas: Parsonsia helicandra, Parsonsia spiralis), Tylophora hispida y Cynanchum formosanum.

## Subespecies
Listadas alfabéticamente.
- I. l. athesis Fruhstorfer, 1911
- I. l. caesena Fruhstorfer, 1911
- I. l. chersonesia (Fruhstorfer, 1898)
- I. l. clara (Butler, 1867)
- I. l. engania (Doherty, 1891)
- I. l. esanga Fruhstorfer, 1898
- I. l. fregela Fruhstorfer, 1911
- I. l. godmani Oberthür, 1878
- I. l. gordita Fruhstorfer, 1911
- I. l. javana Fruhstorfer, 1896
- I. l. kwashotoensis (Sonan, 1928)
- I. l. lasiaka van Eecke, 1913
- I. l. leuconoe Erichson, 1834
- I. l. moira Fruhstorfer, 1910
- I. l. natunensis Snellen, 1895
- I. l. nigriana Grose-Smith, 1895
- I. l. obscura Staudinger, 1889
- I. l. princesa Staudinger, 1889
- I. l. samara Fruhstorfer, 1910
- I. l. siamensis (Godfrey, 1916)
- I. l. solyma Fruhstorfer, 1910
- I. l. vedana Fruhstorfer, 1906
- I. l. vicetia Fruhstorfer, 1911

## Algunas imágenes

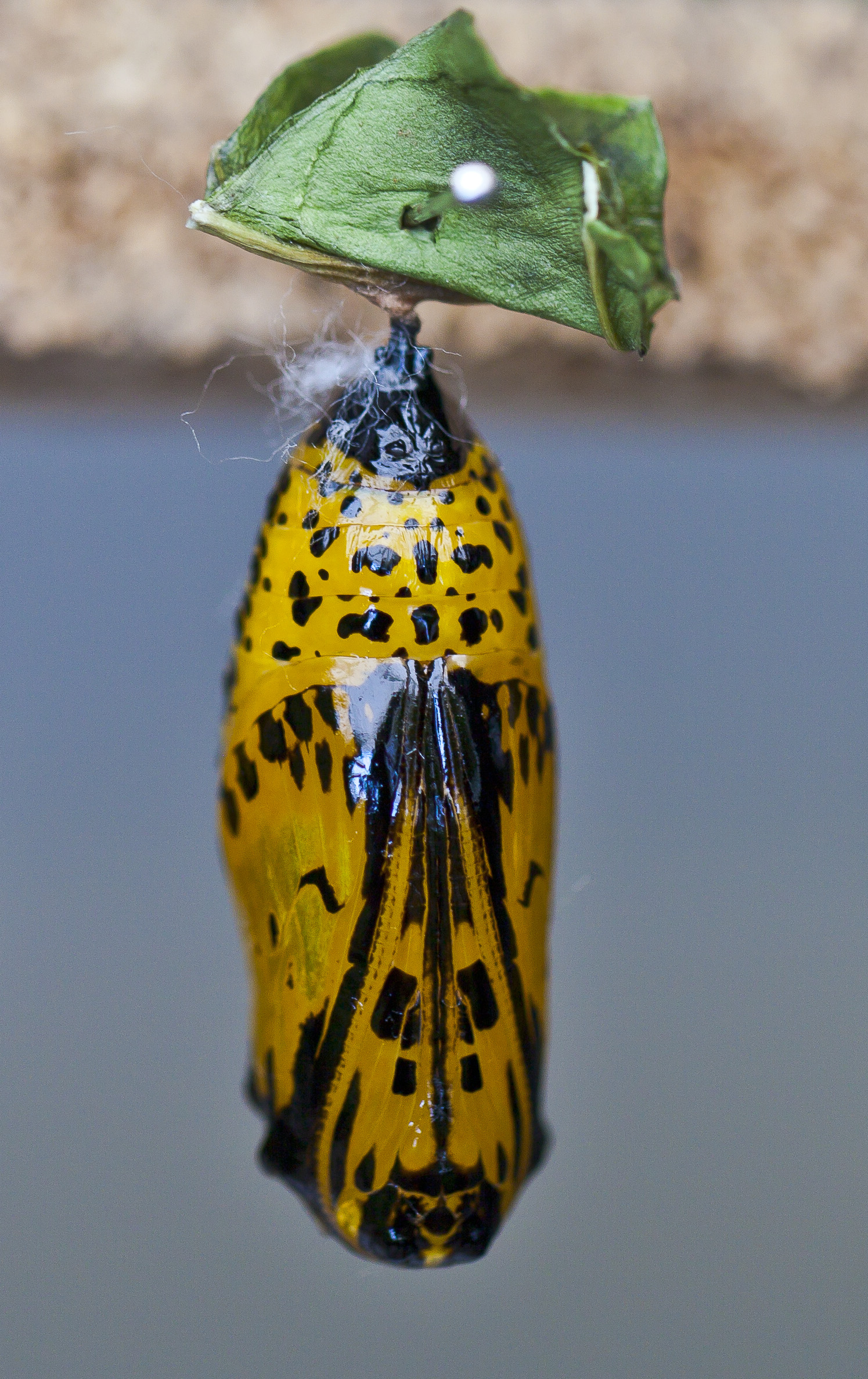
Pupa dorada.
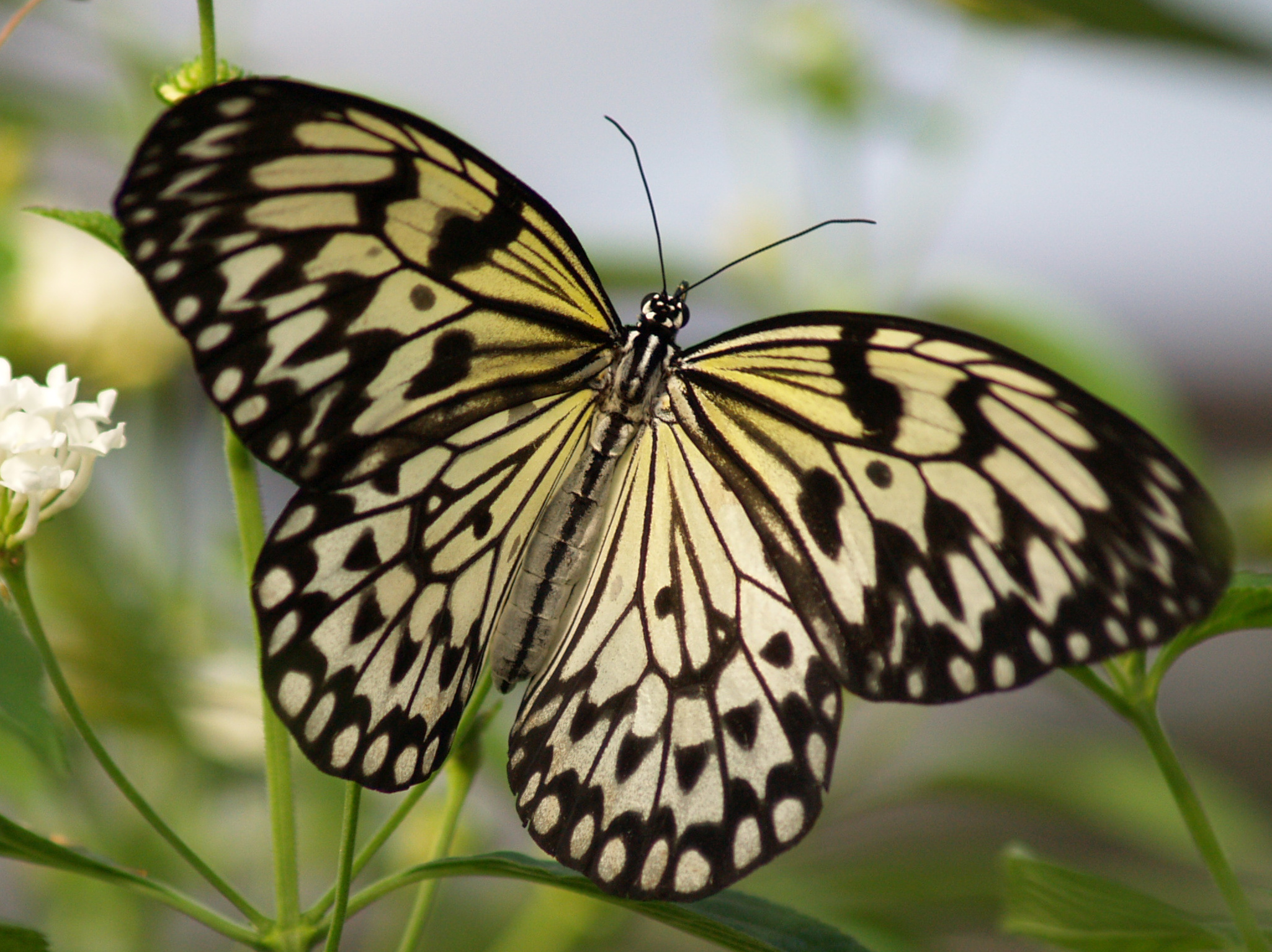
Vista dorsal.
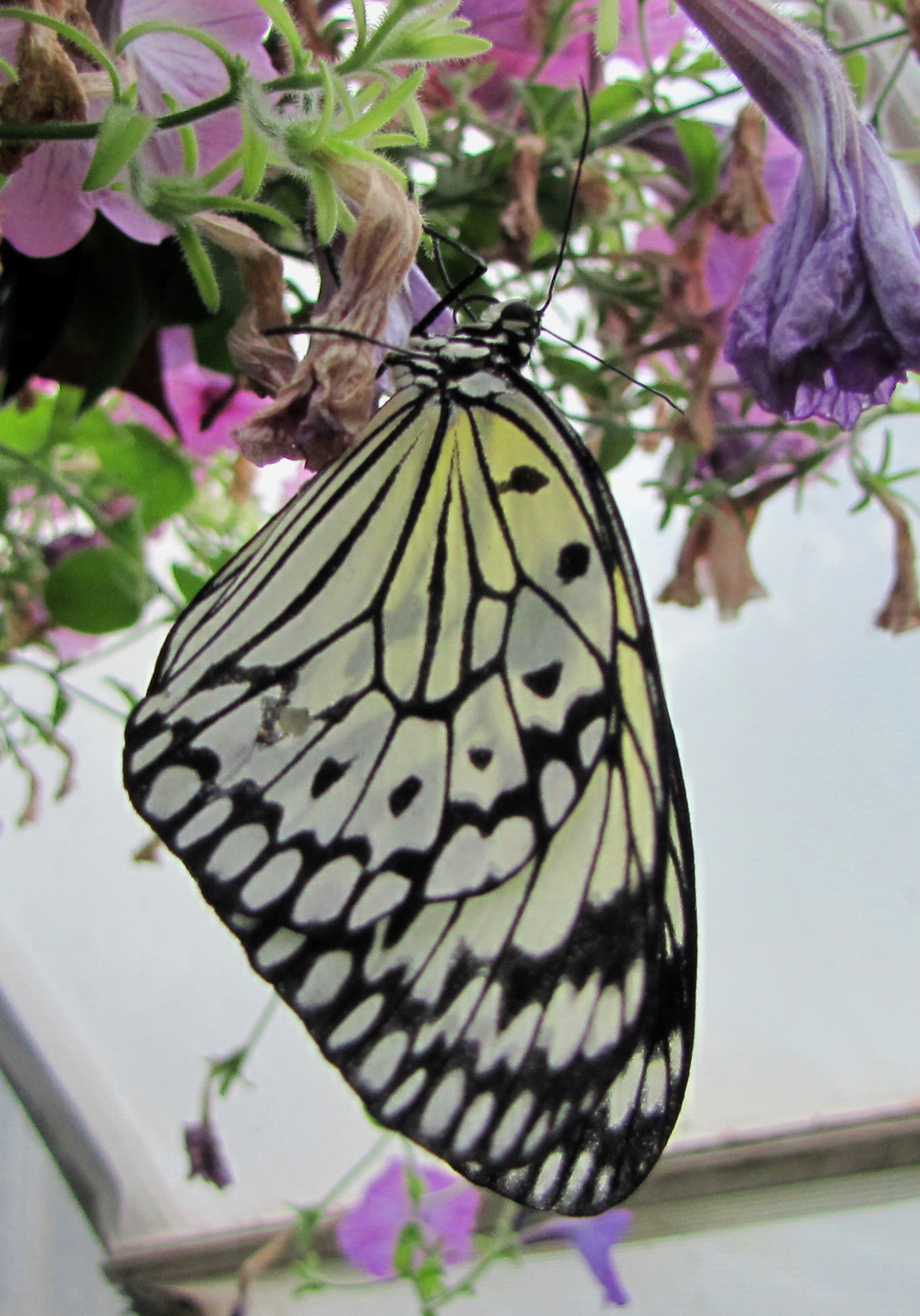
Vista ventral.
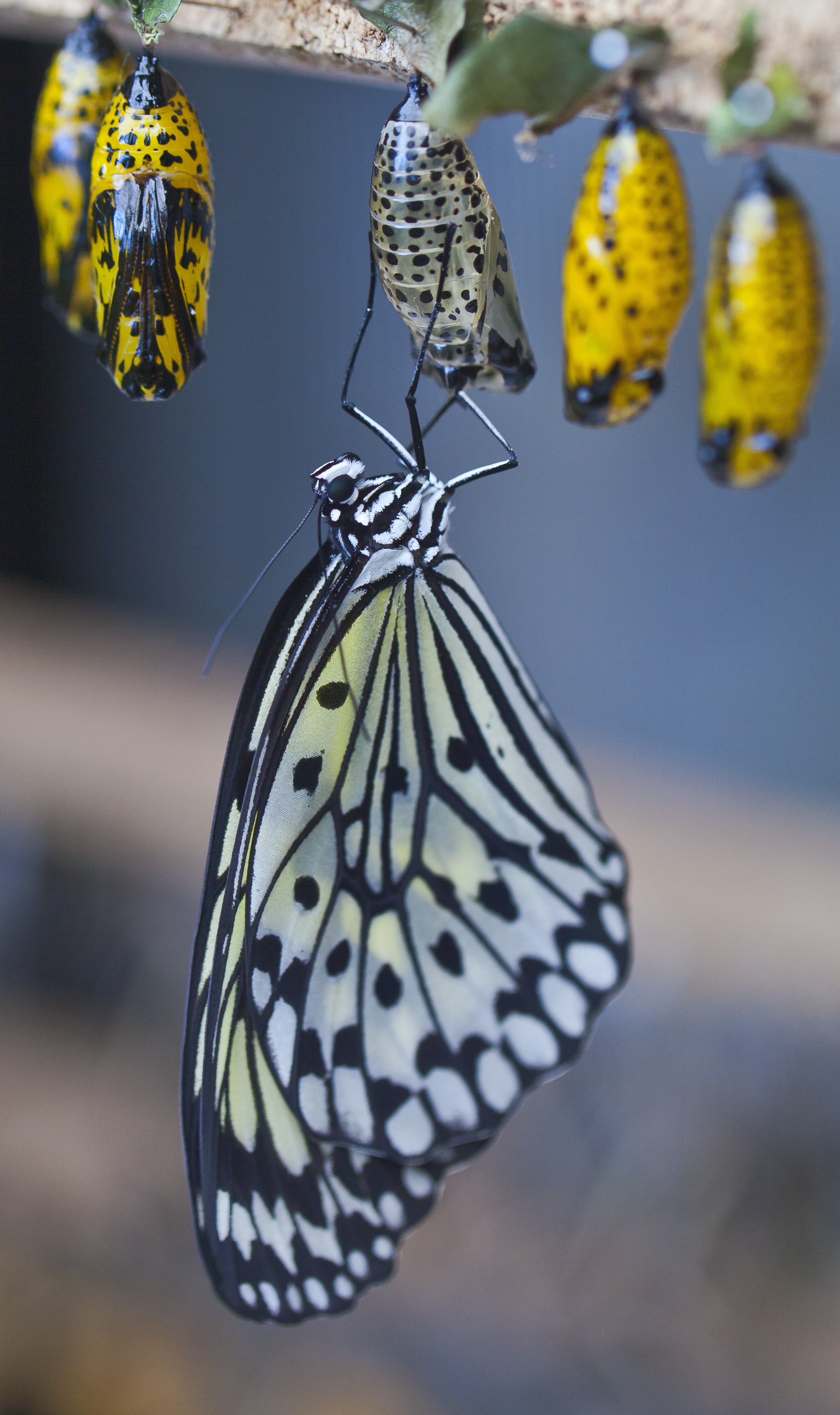
Imago recién emergido de la crisálida.